# Saint-Denis-d’Oléron
Saint-Denis-d’Oléron – miejscowość i gmina we Francji, w regionie Nowa Akwitania, w departamencie Charente-Maritime. Nazwa miejscowości pochodzi od imienia św. Dionizego.
Według danych na rok 1990 gminę zamieszkiwało 1 107 osób, a gęstość zaludnienia wynosiła 94 osoby/km² (wśród 1467 gmin regionu Poitou-Charentes Saint-Denis-d’Oléron plasuje się na 271. miejscu pod względem liczby ludności, natomiast pod względem powierzchni na miejscu 741.).